# 曲叶矛榈

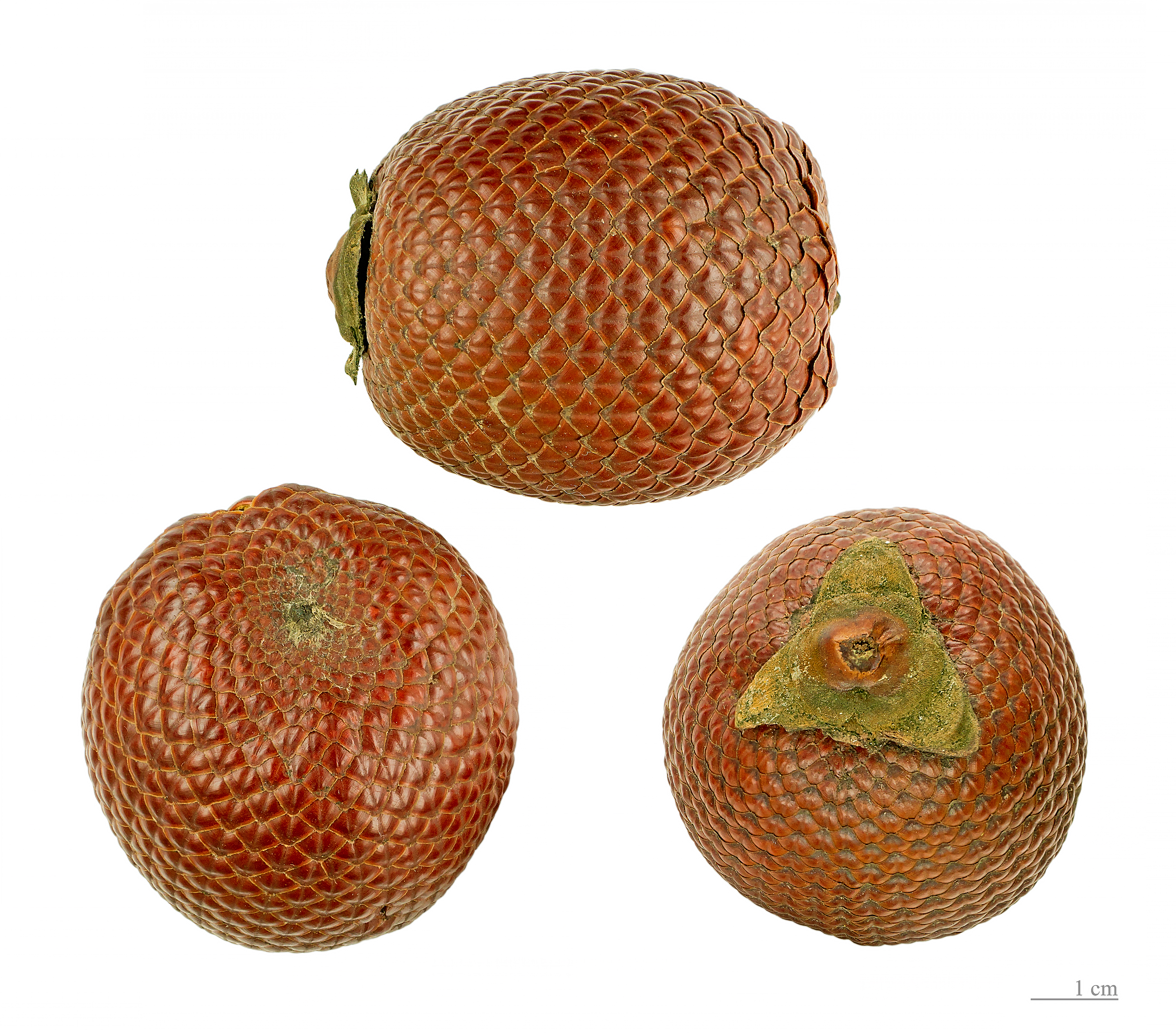
曲叶矛榈

曲叶矛榈（学名：Mauritia flexuosa）是一种棕榈科植物。它生长在南美洲沼泽附近和其他潮湿的热带地区。
这是一种优雅的树，最多可以达到35米的高度，形成一个圆形的大叶冠。花为黄色，在12月至4月开放。果实在12月至6月生长十二月至6月，栗子色，覆盖有光泽的鳞片。种子能在水上漂浮，这也是曲叶矛榈的散播方式。在自然状态下本物种的植株常聚集成林。